# Rudolf Sobek
Rudolf baron Sobek z Kornic (zm. 1698) – sędzia ziemski Księstwa Cieszyńskiego w latach 1670–1679, starosta ziemski Księstwa Cieszyńskiego w latach 1683–1698.